# Turné ’88
Turné '88 – koncertowy album zespołu Első Emelet, wydany nakładem Hungaroton-Favorit na MC i LP w 1988 roku. Album zawiera piosenki zagrane podczas jednej z tras koncertowych zespołu odbytej wiosną 1988 roku.

## Lista utworów
1. "Új harci dal"
2. "Álmatlanul"
3. "A táncosnő"
4. "A Titanic zenészei"
5. "Légiriadó"
6. "Angyali vallomás"
7. "Középkori házibuli"
8. "A film forog tovább"
9. "Nem férek a bőrömbe"
10. "Európában hallgatnak a fegyverek"
11. "Állj vagy lövök!"
12. "Csakazértis szerelem"